# Carboraan

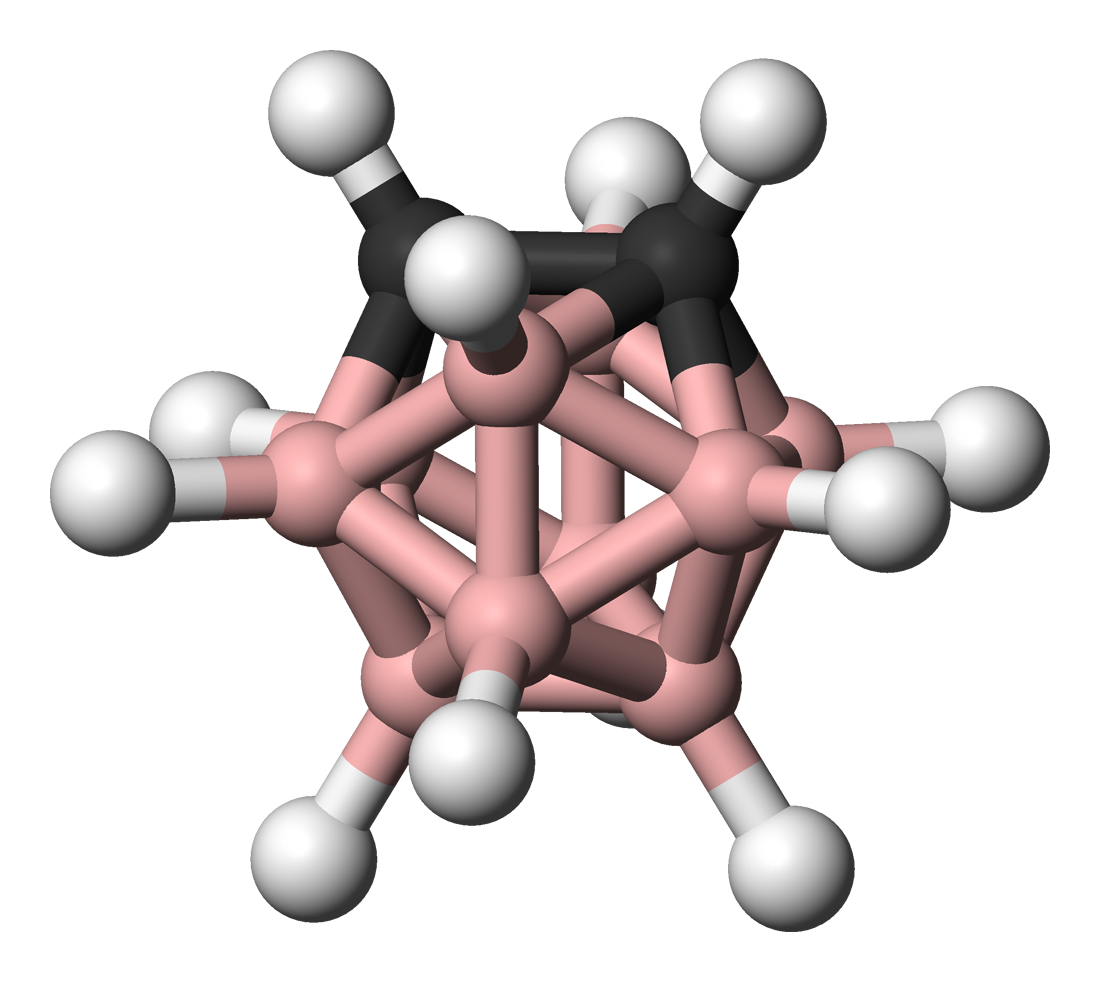
Molecuulmodel van o-carboraan

Een carboraan is een type chemische verbinding tussen boor en koolstof. Eigenlijk zijn carboranen boranen waarin één of meerdere booratomen vervangen zijn door koolstofatomen.

## Eigenschappen en reacties
Het carboraan H(CHB11Cl11) is een zogenaamd superzuur en een miljoen maal zuurder dan zwavelzuur, omdat het corresponderende anion uitermate stabiel is. Het is tevens een aromatische verbinding, omdat het voldoet aan de regel van Hückel, en het is extreem resistent aan hoge temperaturen.
Net zoals arenen ondergaan carboranen een elektrofiele aromatische substitutie.

## Reacties en toepassingen
Carboranen worden gebruikt bij boron neutron capture therapy (BNCT), een experimentele vorm van radiotherapie, waarbij een neutronenbundel interageert met het boor uit de carboranen, dat bij een patiënt wordt ingebracht. Ze worden ook gebruikt bij structuurstudies in de kristallografie.